# Benzatin
Benzatín je  diamin, sestavina benzatin benzilpenicilina in benzatin fenoksimetilpenicilina, ki upočasni absorpcijo benzilpenicilina oziroma fenoksimetilpenicilina  z mesta intramuskularne injekcije.